# فهد الأطرش
الأمير فهد فرحان بك إسماعيل الأطرش (1882 - 1944) المولود في محافظة السويداء في سوريا، و هو وجيه قبلي وسياسي وعسكري سوري أثناء حكم الدولة العثمانية ، وهو إبن عم المجاهد الثوري سلطان الأطرش ، ووالد المطرب فريد الأطرش والمطربة أسمهان من زوجته الفنانة علياء المنذر.

## سيرته
ولد الأمير فهد فرحان بك إسماعيل الأطرش في بلدة القريا التي تقع في محافظة السويداء وهو نجل فرحان بك إسماعيل الأطرش نقيب أول في فرق الجيش العثماني الخامس ، وهو من طائفة الموحدون الدروز ، تلقّى تعليمه في مكتب العشائر بإسطنبول ثم في الصنف المخصوص بالكلية الملكية الشاهانية وحصل على شهادته بتقدير جيد جيدآ ، وانتسب بعدها إلى سلك الخدمة العثماني ، وتنقل بعدها بين سوريا ولبنان وتركيا في فترة حكم الدولة العثمانية ومن بعده الإستعمار الفرنسي ، وعندما إستقر في تركيا عُيّن في منصب مدير ناحية في قضاء ديمرجي في منطقة إزمير - غرب تركيا الحالية ، ثم عاد الى سوريا عن طريق لبنان بالباخرة وولدت وقتها إبنته المطربة أسمهان أثناء عودتهم بالباخرة عام 1912.

## حياته الاسرية
تزوج الأمير فهد الأطرش ثلاث مرات : الأولى سنة 1899 وكانت زوجته طرفة الأطرش وأنجب منها إبنه طلال، والثانية سنة 1909 وهي زوجته الأميرة علياء المنذر ، وأنجب منها خمسة أولاد: ثلاثة ذكور، وهم: أنور وفريد وفؤاد، وبنتان وهما: وداد وآمال التي غدت فيما بعد المطربة الشهيرة أسمهان ، وفي السنة 1921 تزوج ميسرة الأطرش وأنجب منها أربعة أولاد: منير ومنيرة وكرجية وإعتدال.

### أبنائه
- فؤاد الأطرش.
- أسمهان الأطرش.
- فريد الأطرش.
- أنور الأطرش.
- إعتدال الأطرش.
- طلال الأطرش.
- منيرة الأطرش.
- كرجية الأطرش.
- منير الأطرش.
- وداد الأطرش.
- كاميليا الأطرش (حفيدة).

## مناصبه في الدولة العثمانية

الامير فهد الاطرش برفقة أبنائه فريد الأطرش وأسمهان وطلال وفؤاد

- معاون قائم مقام في محافظة السويداء.
- معاون لمتصرف حوران.
- مأمور في قلم محاسبة ولاية سورية.
- مديرا لناحية عين ظاط - البوير (عين النسر).
- مديرا لناحية عري في السويداء.
- قائم مقام لقضاء حاصبيا.
- قائم مقام لقضاء "وزير كوبري" في سامسون شمال الاناضول.
- مدير ناحية في قضاء ديمرجي في منطقة إزمير - غرب تركيا.[2]